# Ritratto di Stéphane Mallarmé (Manet)
Il ritratto di Stéphane Mallarmé (Stéphane Mallarmé) è un dipinto del pittore francese Édouard Manet, realizzato nel 1876 e conservato al museo d'Orsay di Parigi.

## Descrizione
Manet, pur essendo afflitto da valanghe di critiche a causa dell'eccessiva spregiudicatezza dei suoi dipinti, poté tuttavia godere dell'amicizia degli scrittori più progressisti della sua epoca. Dopo Baudelaire e Zola, infatti, incontrò al salotto di Nina de Villard il poeta francese Stéphane Mallarmé, con il quale strinse immediatamente amicizia. I due, infatti, ebbero quasi giornalmente conversazioni molto feconde, non solo su problemi poetici ed estetici, ma anche di gatti e persino di moda femminile. Per questo motivo, quando Manet fu ancora una volta deriso dalla critica e dal pubblico, Mallarmé subito difese il talento del pittore; alieno dalle affettazioni tipiche dell'arte celebrata ai Salon, per Mallarmé Manet era «il solo uomo che abbia tentato di aprire alla pittura una via nuova», come sentenziò nell'articolo La giuria di pittura del 1874 e monsieur Manet.
Da questo intimo connubio, non solo artistico ma anche umano, sorse il ritratto di Stéphane Mallarmé, che Manet eseguì proprio come forma di ringraziamento. L'opera, dalla «straordinaria naturalezza e forza espressiva» e «uno dei risultati più alti e moderni dell'intero percorso manetiano» secondo Marco Abate, è di piccolissimo formato e ritrae Mallarmé in una posa molto vivace, domestica ed anticonvenzionale. Il letterato, infatti, ha un atteggiamento molto spontaneo e rilassato, ed è comodamente adagiato su alcuni cuscini presso l'atelier che Manet aveva nel quartiere di Saint-Lazare. La stessa tappezzeria sullo sfondo è quella che realmente adornava le pareti dello studio del pittore, e si tratta di una scenografia molto comune nei ritratti manetiani di questo periodo, tanto che compare anche nella Signora con ventagli.
Mallarmé presenta un piglio notevolmente deciso e carismatico. La mano sinistra è infilata nella tasca del suo elegante paltò, mentre l'altra mano, con un grosso sigaro tra l'indice e il medio, è adagiata su un mucchio di fogli, come se volesse tenere il segno durante una pausa di riflessione. Manet in questo caso evitò di imporre al Mallarmé lunghe sedute di posa, e il ritratto certamente ne guadagna di immediatezza. La composizione (o, ancora meglio, inquadratura, stante l'analogia con una ripresa fotografica) è volutamente sbilenca, e le pennellate sono vigorose eppure molto rapide e sintetiche: si raggiunge in questo modo un'inedita tensione comunicativa che raramente si era mai vista nei ritratti di Manet. Conservata al Musée d'Orsay di Parigi.